# Liber (mitología)

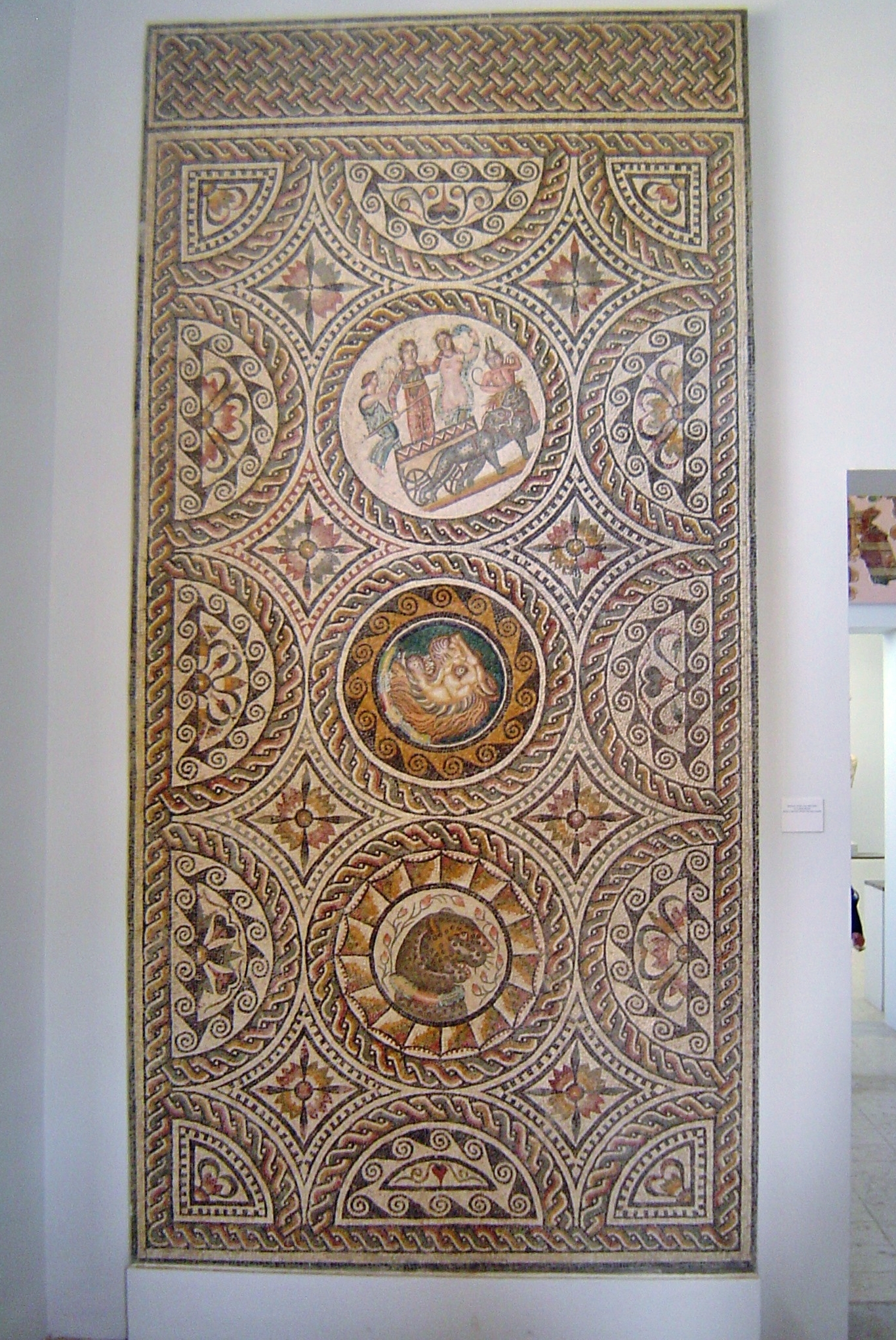
mosaico "el triunfo de liber pater"

Liber, Libero, Líber o Líbero (en latín: Líber, ‘el libre’), también conocido como Liber Pater (‘Padre Liber’), en la mitología romana, era un dios de la fertilidad, la viticultura, el vino y la libertad. Era una deidad patrona de los plebeyos de Roma y fue parte de la Tríada aventina junto a Ceres y Libera. Su fiesta, Liberalia, que se celebraba el 17 de marzo, llegó a asociarse a la libertad de expresión y los derechos inherentes a la mayoría de edad. Su culto y funciones se asociaron cada vez más con Baco y su equivalente griego Dioniso, cuyas mitologías llegaron a compartir. Agustín de Hipona dice Libero es un dios de la fertilidad masculina así como Ubera es la de la femenina. También añade que Uber es el dios de las viñas,  pero Cicerón añade que se le llama Líber al dios del vino.  Libera, hermana o consorte de Liber, era identificada, ora con Proserpina, ora con Ariadna.  Liber y Libera son dioses de la fertilidad encargados de hacer germinar las semillas.  Liber es uno de los dioses elegidos (di selecti) de Varrón.

## Orígenes y creación
Liber parece derivar de la raíz indoeuropea leudh, "el de la germinación, el que asegura los nacimientos y las cosechas". Antes de su aprobación oficial como deidad romana, Liber era compañero de dos diosas diferentes, en dos cultos separados y arcaicos de fertilidad en la península itálica, Ceres, diosa agrícola y de la fertilidad de los pueblos helenizados de Roma y Libera, que era el equivalente femenino de Liber o bien, llegó a ser así a través de su asimilación. En el antiguo Lavinium, era una divinidad fálica. En latín, liber significa "libre" o "el libre" y cuando se combina con pater, llega a significar "el Padre Libre", que personifica la libertad y defiende los derechos que conlleva, en oposición a la servidumbre dependiente. Los escritores romanos de finales de la República y principios del Imperio ofrecieron diversas especulaciones etimológicas y poéticas sobre la base de este tropo, para explicar ciertas características del culto a Liber.
Liber entró en la tradición histórica de Roma, poco después del derrocamiento de la monarquía romana, el establecimiento de la República y la primera de las muchas amenazas de secesiones plebeyas de la autoridad patricia de Roma. Según Tito Livio, el dictador Aulo Postumio prometió juegos (ludi) y un templo público dedicado a la tríada protectora de la fertilidad, Ceres - Liber - Libera en la colina del Aventino de Roma, c. 496 a. C.. En el año 493 a. C., la promesa se cumplió: El nuevo templo del Aventino fue inaugurado y los ludi scaenici (dramas religiosos) se celebraron en honor de Liber, en beneficio del pueblo romano. Se ha pensado que estos ludi scaenici serían los primeros de este tipo en Roma y podrían representar la primera fiesta oficial dedicada a Liber o bien, una forma temprana de su fiesta, las Liberalia. El desarrollo formal, oficial de la tríada del Aventino pudo haber alentado la asimilación de sus deidades individuales a los equivalentes griegos: Ceres a Deméter, Liber a Dioniso y Libera a Perséfone o Kore.
El patronazgo de Liber fue de los más grandes de Roma. La clase menos poderosa de ciudadanos (la plebe) lo asociaba con determinadas formas de desobediencia plebeya a la autoridad civil y religiosa reclamada por la élite patricia republicana de Roma. La tríada del Aventino ha sido descrita como paralela y contrapoder a la tríada capitolina de Júpiter, Marte y Quirino en la colina Capitolina, dentro de los límites sagrados de la ciudad (pomerium) y como su "copia y antítesis". La tríada del Aventino fue instaurada, al parecer, a instancias de los libros sibilinos pero la posición de Liber parece equívoco desde el principio. Como dios de la uva y del vino, sus tempranos ludi scaenici prácticamente definen su género, a partir de entonces, como satírico, teatro subversivo en un contexto religioso legal. Algunos aspectos de su culto se mantuvieron potencialmente como costumbres de los ancestros (mos maiorum) y ofrecen un enfoque para la desobediencia civil. Liber afirmó los derechos plebeyos a la liberación extática, la autoexpresión y la libertad de expresión. Era, después de todo, Liber Pater, el Padre Libre, la libertas personificada y padre de la sabiduría y los augurios plebeyos.

## Mitología
Sobre sus orígenes, se dice que, como dios, Líber y Líbera eran hermanos e hijos de Ceres, las cosechas.  O bien hijos de Júpiter fueron Proserpina y Líber.  Líber y Líbera, así como Uber y Ubera, siempre son un dúo de deidades afines.  En las Fábulas de Higino se nos relatan sus principales leyendas. Líbero, hijo de Júpiter y de Proserpina, fue despedazado por los titanes. Júpiter le dio a Sémele en poción su corazón triturado. Cuando ella quedó encinta por esto, Juno engañándola, hizo que Sémele demandase a Júpiter presentarse a ella tal y como hacía con Juno. Por esta ofensa Júpiter la filminó con un rayo. Luego Júpiter tomó a Líbero de su útero, y se lo dio a Niso para que lo cuidara. Por esta razón fue llamado Dioniso y apodado «el de dos madres».  Descendió, con permiso de las Parcas, al inframundo en busca de su madre que fue deificada como Tíone o Estímula.  Hay quienes creen que las Híades están entre las estrellas por haber sido las nodrizas del padre Líbero.  Cuando Vulcano se marchó ofendido del Olimpo, porque su madre Juno lo había repudiado en un principio, Líbero, emborrachándolo, lo trajo de vuelta.  El Padre Líbero llamó Líbera a Ariadna. Eléutero fue el primero en erigir una estatua en honor al Padre Líbero y mostró de qué modo debía ser venerado.
Como Sémele, la madre de Líbero, se había acostado con Júpiter Juno se declaró enemiga perpetua de su familia y descendientes. Cuando Ino, la hermana de Sémele, conducía al suplicio a Frixo Líbero lo envolvió en una niebla e hizo desaparecer a Ino.  Frixo y Hele, enloquecidos por Líbero, andaban errantes en un bosque. Se dice que su madre Nébula llegó allí con un carnero de oro y ordenó a sus hijos que montaran en él, fueran a la Cólquide junto al rey Eetes y sacrificaran el carnero allí en honor a Marte. Anfión y Zeto después de reconocer a su madre Antíope dieron muerte a Dirce. De su cuerpo brotó una fuente, llamada Dircea, en el monte Citerón, por obra de Líbero, ya que había sido bacante suya. Penteo dijo que Líbero no era un dios, y no quiso aceptar sus ritos mistéricos. Por esto las hermanas Ágave, Ino y Autónoe, sumidas en la locura por la gracia de Líbero, descuartizaron a Penteo miembro a miembro.  Por su parte Ino se arrojó al mar con su hijo Melicertes. Líbero le dio el nombre de Leucótea, llamada por los romanos Mater Matuta y a Melicertes, dios Palemón, al que identifican con Portuno.
Cuando los tirrenos, más tarde llamados etruscos, estaban en una expedición pirata, el padre Líbero, entonces un muchacho, se acercó hasta su barco y les preguntó si le podían llevar hasta Naxos. Ellos desearon ultrajarlo porque era hermoso, pero el timonel Acetes se lo impidió. Líbero, tornó los remos en tirsos, las velas en parras, las cuerdas en enredaderas; y entonces surgieron leones y panteras. Cuando ellos lo vieron se arrojaron al mar presos del terror y fueron convertidos en delfines. Por eso los delfines son conocidos como «tirrenos» y el mar «Tirreno». Fueron doce en número, pero Acetes fue salvado por Líbero por su amabilidad.
Teseo, como podría ser reprochado si llevaba a Ariadna de vuelta a Atenas, decidió abandonarla en la isla de Día. Líbero, enamorado de ella, la tomó como su esposa.  De esta unión nacieron los argonautas Estáfilo y Eurimedonte.  Cuando Líbero llegó como invitado de Eneo se enamoró de Altea, la esposa de Eneo. Cuando Eneo se hubo percatado de esto, abandonó voluntariamente la ciudad donde pretendió participar en ciertos ritos sagrados. Debido a que Líbero había yacido con Altea, fue la madre de Deyanira. En cuanto a Eneo, debido a su generosa hospitalidad, Líbero le obsequió con el regalo del vino, y le enseñó además a cultivarlo, y además a esta fruta se la llamó oinos en honor al nombre del anfitrión.
Cuando el padre Líbero se marchó a visitar a los hombres para demostrales la dulzura y el placer de su fruta, fue tratado hospitalariamente por Icario y Erígone. Les dio un pellejo repleto de vino como presente y les ordenó que expandieran el uso del vino por otras tierras. Los patores, emborrachados por primera vez, mataron a Icario y por ello Erígone se suicidó. Debido a esto, el padre Líbero afligió a las hijas de los atenienses con el mismo castigo.
Licurgo expulsó a Líbero de su reino. Cuando negó que Líbero fuera un dios, y habiendo bebido vino, en su ebriedad intentó forzar a su propia madre. Entonces intentó cortar las viñas, porque dijo que el vino era un mal remedio que afectaba a la mente. Azotado por una locura enviada por Líbero, mató a su esposa y su hijo. Líbero arrojó al propio Licurgo a sus panteras en Ródope, una montaña de Tracia, sobre la cual reinaba. Se dice que se había cortado un pie pensando era una viña.
Se dice que cuando Líbero estaba buscando agua en la India, y dado que no tenía éxito, emergió un carnero súbitamente del suelo, y con este guía pudo encontrar agua. Entonces le pidió a Júpiter si pudiera poner al carnero entre las estrellas, y hasta el presente éste es conocido como el Carnero equinoccial. Más aún, en el lugar en donde encontró agua estableció un templo que fue llamado el templo de Júpiter Amón.
Cuando el Padre Líbero estaba conduciendo su ejército hacia la India, Sileno se extravió. Midas lo entretuvo de manera magnánima, y además lo condujo de nuevo hacia la comitiva de Líbero. Debido a este favor el Padre Líbero le concedió a Midas el privilegio de cumplirle cualquier y este pidió convertir en oro todo aquello que tocase. Como empezaba a ser atormentado por el hambre, suplicó a Líbero para que le retirase su don. Líbero le aconsejó bañarse en las aguas del río Pactolo, y cuando el cuerpo de Midas tocó las aguas, éstas se volvieron de un color dorado.
Cuando Líbero se encontraba liderando a su ejército contra la India, le concedió la autoridad sobre el reino tebano a su ayo Niso hasta que él volviese. Pero una vez que Líbero hubo retornado a este lugar, Niso se negó a cederle el trono. Debido a que Líbero no quería altercar con su preceptor le permitió mantener su reino hasta que tuviera una oportunidad para recuperarlo. Y así, tres años después, pretendió altercar con él, pues quería celebrar en el estado los ritos sagrados denominados Trietérica, porque los celebraba cada dos años. Introdujo soldados a guisa de bacantes, vestidos como mujeres, quienes capturaron a Niso y recuperaron el reino para Líbero.

## Liber y las Bacanales del 186a.C.
Se conoce muy poco de los cultos, oficiales o no, de Liber desde la primera a la media época republicana. Sus elementos dionisíacos o báquicos parecen haber sido considerado como tolerablemente antiguos, de cosecha propia y manejables por las autoridades romanas hasta el 186 a. C., poco después del final de la segunda guerra púnica. Tito Livio escribió, 200 años después del evento, una descripción muy teatral de la introducción de las Bacchanalia por parte de un adivino extranjero, un "griego de media condición... una persona que se dedicaba a los sacrificios". El culto se extiende en secreto, "como una plaga". Las clases más bajas, plebeyos, mujeres, jóvenes, débiles moralmente y hombres afeminados son particularmente susceptibles: estas personas tienen leuitas animi (mentes volubles o sin educación), pero incluso la élite romana no es inmune. Las sacerdotisas de las Bacanales instan a su engañada manada a romper todas los límites sociales y sexuales, incluso a asesinatos rituales de aquellos que se les oponen o traicionan sus secretos: pero un sirviente leal lo revela todo a un asombrado Senado, cuyo rápido pensamiento, acciones sabias y piedad salvan a Roma de la cólera divina y el desastre, que de otro modo habría sufrido. La dramatis personae de Livio, sus florituras estilísticas y tropos probablemente dibujan más una representación satírica romana que la propia Bacanal.
Los cultos de las Bacchanalia pudieron haber desafiado a los valores tradicionales, oficiales y morales de Roma, pero se practicaron en la Italia romana durante varias décadas antes de su supuesta revelación, y probablemente no fuesen más secretos que cualquier otro culto mistérico. Sin embargo, la legislación en su contra, el Senatus consultum de Bacchanalibus del 186 a. C., se enmarcó como respuesta a una inesperada y grave emergencia nacional y religiosa, y su ejecución no tiene precedentes en cuanto a rigor, amplitud y ferocidad. Los estudiosos interpretan esta reacción como la afirmación del Senado en cuanto a su propia autoridad civil y religiosa en toda la península itálica, tras la reciente segunda guerra púnica y la posterior inestabilidad social y política. El culto estuvo oficialmente representado como si fuese un funcionamiento de un estado secreto e ilícito dentro del estado romano, una conspiración de sacerdotisas e inadaptados, capaz de cualquier cosa. El mismo Baco no era el problema: al igual que cualquier otra deidad, tenía el derecho de culto. Para no arriesgarse a su ofensa divina, las Bacanales no fueron prohibidas por completo. Se vieron forzadas a someterse a la regulación oficial, bajo amenaza de feroces penas: se piensa que unas 6.000 personas fueron condenadas a muerte. Los cultos báquicos reformados se parecían muy poco a las antiguas Bacanales de muchedumbres incontroladas, enfervorizamiento y desinhibición: todas las sesiones del culto se limitaron a cinco iniciados y cada uno de ellos previo consentimiento de un pretor. Restricciones similares puede que se hayan impuesto a los cultos de Liber, pues los intentos de romper las asociaciones reales o percibidas con las Bacanales parecen claros a partir de la transferencia oficial de los ludi de la Liberalia del 17 de marzo a la Cerealia de Ceres del 12 al 19 de abril. Una vez que la ferocidad de la represión oficial decayó, los juegos de Liberalia se restablecieron oficialmente, aunque probablemente en forma modificada. Las Bacanales ilícitas persistieron en secreto durante muchos años, particularmente en el sur de Italia, su probable lugar de origen.

## Fiestas, cultos y sacerdocios
Liber estaba estrechamente, a menudo de manera intercambiable, identificado con Baco, Dionisio y su mitología, pero no fue totalmente absorbido por ellos. En la época republicana tardía, Cicerón insistiría en la "no-identidad de Liber y Dioniso" y describía a Liber y Libera, como hijos de Ceres. Liber, al igual que sus compañeras del Aventino, llevaban varios aspectos de sus cultos más antiguos a la religión oficial de Roma. Protegió diversos aspectos de la agricultura y la fertilidad, incluyendo la vid y la "semilla blanda" de sus uvas, el vino y los vasos del vino, y la fertilidad masculina y la virilidad.  A medida que su poder divino fue encarnado en la vid, la uva y el vino, se le ofrecía el primer sagrado prensado de la vendimia, conocido como sacrima.
El vino producido bajo el patronazgo de Liber era su regalo a la humanidad, y por tanto, apto para uso profano (no religioso): podía ser mezclado con vino viejo a efectos de fermentación, y de otro modo, adulterado y diluido según gusto y circunstancias. Para fines religiosos, era ritualmente "impuro" (vinum spurcum). La ley religiosa romana exigía que las libaciones ofrecidas a los dioses en sus cultos oficiales debían ser de vinum inferium, un vino fuerte de vintage puro, también conocido como temetum. Estaba hecho de lo mejor de la cosecha, seleccionado y prensado bajo el patronazgo de la deidad suprema de Roma, Júpiter y ritualmente purificado por su flamen (sacerdote principal). El papel de Liber en la viticultura y vinificación fue así tan complementaria como subordinada al de Júpiter.
Liber también personificaba el poder masculino procreador, que se eyaculaba como "semilla blanda" del semen humano y animal. Sus templos mantenían la imagen de un falo. En Lavinium, este era el foco principal de su fiesta, de un mes de duración, cuando según San Agustín, el "miembro deshonroso" era puesto "en un carro pequeño" y llevado en procesión alrededor de los santuarios locales en los cruces de los caminos, y luego, en el foro local para su coronamiento por una honorable matrona. Los ritos debían asegurar el crecimiento de las semillas y repeler cualquier encantamiento malicioso (fascinatus) de los campos.
Las fiestas dedicadas a Liber se programaban para el despertar de la primavera y la renovación de la fertilidad en el ciclo agrícola. En Roma, su fiesta anual pública, Liberalia, se celebraba el 17 de marzo. Se portaba por los barrios de Roma (vici) un santuario portátil. Un Liber envejecido, con sacerdotisas coronadas de hiedra que ofrecían pasteles de miel (los liba) para su venta, y ofrecían sacrificios en nombre de aquellos que los habían comprado. El descubrimiento de la miel se atribuía a Liber-Baco. Inmersos en la Liberalia, más o menos a nivel ritual, estaban las diversas libertades y derechos vinculadas a las ideas romanas de la virilidad como fuerza divina y natural. Los jóvenes celebraban su mayoría de edad, cortaban y dedicaban su primera barba a los Lares de su hogar y los ciudadanos llevaban su primera toga virilis, la toga principal, que Ovidio, tal vez a modo de etimología poética, llama toga libera (la "toga de Liber" o la "toga de la libertad"). Estos nuevos ciudadanos inscribían su ciudadanía en el foro y eran entonces libres para votar, para salir de la domus de su padre, para elegir una pareja para casarse y, gracias a la dotación de la virilidad de Liber , padre de sus propios hijos. Ovidio también hace hincapié en las libertades menos formales y los derechos de la Liberalia, pues Liber era, después de todo, un dios del vino. Desde su lugar de exilio, donde fue enviado por un delito no identificado contra Augusto, teniendo que ver con la libertad de expresión, Ovidio lamentaba el compañerismo perdido de sus amigos poetas, que aparentemente veían la Liberalia como una oportunidad para hablar sin inhibiciones.

## Era imperial
Augusto cortejó con éxito a la plebe, apoyando sus deidades patronas y comenzando la restauración del templo de la Tríada del Aventino, que fue rededicada por su sucesor, Tiberio. Sin embargo, no ha quedado rastro, y sólo algunos registros históricos y epigráficos dan algunos detalles para sugerir su ubicación exacta. Plinio el Viejo describe su estilo y diseño como griego, lo que puede ser una prueba más de la larga tradición y conexiones culturales de los plebeyos con la Magna Grecia, hasta bien entrada la era Imperial, cuando Liber es encontrado en alguno del triple aspecto de agrupamiento complementario de deidades del culto imperial, como figura salvadora, como Hércules y como el propio Emperador. Septimio Severo inauguró su reinado y dinastía con juegos en honor de Liber/Shadrapa y Hércules/Melqart, las deidades-héroes romanizadas fundadoras de su ciudad natal, Leptis Magna (Norte de África) y luego se les construyó un enorme templo y un arco en Roma.  Más tarde, Liber Pater es una de las muchas deidades servidas por el erudito y profundamente religioso senador Vettio Agorio Pretestato (c. 315 a 384). Un santuario de la comunidad báquica dedicado a Liber Pater se estableció en Cosa (en la actual Toscana), probablemente durante el siglo IV. Se mantuvo en uso "aparentemente por décadas después de los edictos de Teodosio del 391 y 392, ilegalizando el paganismo". Su abandono, o tal vez, su destrucción "por cristianos integristas", fue tan brusco que gran parte de la parafernalia de su culto sobrevivió prácticamente intacta debajo del edificio colapsado.

## Templos e imágenes de culto
Antiguas fuentes describen el templo de la Tríada del Aventino como construido en estilo griego. Vitruvio recomienda que los templos de Liber sigan un modelo griego jónico, como "justa medida entre la severa forma dórica y la ternura del corintio" respetuoso con las características de la parte-femenina de la deidad.

## En literatura popular
Los dioses Liber y Libera juegan un papel importante en la novela de viajes a través del tiempo/ciencia ficción, Household Gods de Harry Turtledove y Judith Tarr.